# Art Rebel 9
Art Rebel 9 je slovensko produkcijsko podjetje, ustanovljeno leta 1991, ki se ukvarja z digitalno animacijo in video post-produkcijo. Posvečajo se predvsem vizualnim učinkom za oglasne spote. Podjetje ima sedež v Ljubljani in predstavništva v več drugih državah.
Leta 2015 so v sodelovanju z oglaševalsko agencijo Pristop za Zavarovalnico Triglav ustvarili simulacijo smučarskih skokov na planiški velikanki, osnovano na tehnologiji navidezne resničnosti Oculus Rift. Novost je bila premierno predstavljena v začetku leta v Planici in Ljubljani, kasneje pa je bila vključena tudi kot del slovenskega paviljona na svetovni razstavi EXPO 2015 v Milanu. Zanjo so med drugim prejeli veliko nagrado festivala DIGGIT za digitalno inovacijo in delili zmago v kategoriji digitalnih dogodkov in komunikacije v živo na Digital Communication Awards 2015.